# Vins de la comète

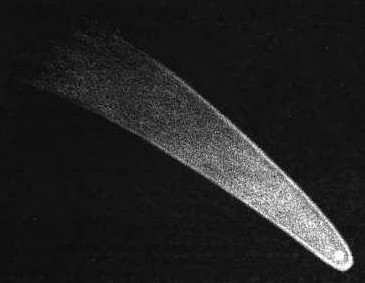
La Grande comète de 1811, dessinée par William Henry Smyth

Les Vins de la comète sont des vins millésimés pour lesquels un événement astronomique, impliquant généralement l'apparition d'une « grande comète », s'est produit avant la récolte. Tout au long de l'histoire du vin, les vignerons ont attribué la grandeur de certains millésimes aux conditions météorologiques exceptionnelles, dont les effets inexpliqués auraient eu pour origine le passage d'une comète. Certains des millésimes les plus remarquables au cours des deux derniers siècles — tels les millésimes 1811, 1826, 1845, 1852, 1858, 1861, 1985 et 1989 — ont coïncidé avec l'apparition notable d'une comète. Il n'y a aucune base scientifique justifiant l'effet des comètes sur la viticulture, mais l'expression « vins de la comète » reste néanmoins utilisée.
Le terme « vin de la comète » est parfois utilisé dans le monde du vin pour décrire un vin de qualité exceptionnelle en référence à la grande réputation des vins millésimés estampillés « de la comète ». Le millésime de la comète de 1811, qui coïncide avec l'apparition de la grande comète de 1811, est peut-être le plus célèbre. Le célèbre Château d'Yquem 1811, décrit d'une longévité exceptionnelle par l'œnologue américain Robert Parker, a été crédité d'un total parfait de 100 points lors d'une dégustation en 1996. Le millésime 1811 de la Veuve Clicquot est décrit comme le premier vin de Champagne véritablement « moderne » en raison des progrès dans la « méthode champenoise » dont la Veuve Clicquot fut pionnière dans la mise en œuvre grâce à la « technique du remuage »,.

## Effets des comètes
Le passage d'une comète n'a pas d'impact scientifiquement reconnu sur la culture des vignes, et il y a eu de nombreux millésimes remarquables dans le monde entier les années où aucune observation remarquée de comète n'a eu lieu,. Au cours des siècles, un grand nombre d'événements et de phénomènes ont été attribués à l'apparition de comètes dans le ciel, comme des tremblements de terre dévastateurs, une épidémie chez les chats en 1668 en Westphalie ou une augmentation de la naissance des jumeaux dans une zone géographique particulière. Bien que de nombreux phénomènes associés aux comètes aient eu tendance à être perçus négativement, l'association des comètes et du vin a presque toujours été considérée comme bénéfique par les viticulteurs et les vignerons.

## Le millésime 1811

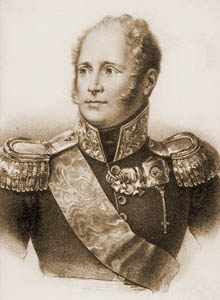
Malgré l'interdiction officielle de l'importation de vins français en bouteille, comme le Champagne, le premier Tsar Alexandre Ier aurait recherché le millésime la Veuve Clicquot « Cuvée de la Comète».

Le Vin de la Comète, millésime 1811 a eu la notoriété la plus durable. La comète de cette année était la comète Flaugergues, désignée « Comète Impériale » par Napoléon, et nommée d'après Honoré Flaugergues qui fut le premier à repérer l'astre en mars 1811. La comète est restée visible durant la plus grande partie de la saison des cultures, qui bénéficièrent de conditions optimales dans les principales régions agricoles du monde, mais surtout en France. Emmanuel Le Roy Ladurie note que les vendanges de 1811, dans le nord viticole de la France, commencent le 15 septembre contre début octobre pour les années précédentes, la précocité de celles-ci étant généralement corrélée à la qualité du vin. Après une série de mauvais crus au début du 19e siècle, le millésime 1811 fut un événement heureux dans plusieurs régions viticoles comme Bordeaux, Cognac, Champagne et Sauternes. Pour Cognac, le millésime est considéré comme l'un des plus grands de l'Histoire, et de nombreux producteurs affichent encore aujourd'hui des images d'astres sur leurs étiquettes en hommage au millésime 1811. En Allemagne, le millésime 1811 a eu un tel succès que les producteurs du Rhin baptisèrent leurs vins Comet Hock soit « Blancs Comète ».
La mise en bouteille du millésime 1811 de la maison champenoise Veuve Clicquot est perçu par les historiens comme le premier vin de Champagne vraiment « moderne ». Le vin a été l'un des premiers à être décrit comme « limpide » ou sans sédiments, . Cela fut attribué à la technique novatrice de remuage ou de criblage développée par Veuve Clicquot qui s'est penché expressément sur un des problèmes historiques du vin mousseux : éliminer les sédiments désagréables au goût et à l'apparence, sans perdre le gaz carbonique à l'origine des bulles. Le développement du criblage a été un moment marquant dans l'évolution de l'industrie moderne du champagne. Au début du 19e siècle, Veuve Clicquot essaya de garder secret ses techniques, mais la clarté et la limpidité de leur champagne ont attiré l'attention dans le monde entier et leur secret finit par leur échapper. Durant l'été 1812, à la suite de l'invasion de la Russie par Napoléon, malgré un décret du Tsar Alexandre Ier de Russie interdisant l'importation de vins français en bouteilles, Louis Bohne, agent principal des ventes de Veuve Clicquot, transporta à Königsberg en contrebande une grande quantité de bouteilles de la Cuvée de la Comète de 1811. Bohne trouva des clients enthousiastes parmi les élites russes, au fur et à mesure que la nouvelle d'un vin de grande qualité se répandait, et le Tsar lui-même le rechercha.